# Aguazul
Aguazul est une municipalité située dans le département de Casanare, en Colombie.